# Landgericht Dingolfing
Das Landgericht Dingolfing war ein von 1838 bis 1879 bestehendes bayerisches Landgericht älterer Ordnung mit Sitz in Dingolfing im heutigen Landkreis Dingolfing-Landau. Die Landgerichte waren im Königreich Bayern Gerichts- und Verwaltungsbehörden, die 1862 in administrativer Hinsicht von den Bezirksämtern und 1879 in juristischer Hinsicht von den Amtsgerichten abgelöst wurden.

## Geschichte
Das Landgericht Dingolfing wurde 1838 gegründet, um die Landgerichte Landau und Vilsbiburg zu entlasten. Hierzu wurden aus dem Gerichtssprengel von Landau die Gemeinden Dingolfing,  Englmannsberg, Frauenbiburg, Gottfrieding, Griesbach, Großenkölnbach, Haberskirchen, Hackerskofen, Langthal, Mamming, Mosthenning, Niederhausen, Niederreisbach, Oberhausen, Ottering, Poxau, Reisbach, Reith, Ruhstorf,  Steinberg, Thurnhenning und aus dem Sprengel von Vilsbiburg die Gemeinden Dornwang, Loiching, Marklkofen, Niederviehbach, Teisbach, Weigendorf dem neu gegründeten Landgericht Dingolfing mit Sitz in Dingolfing zugewiesen.
Im Jahr 1862 entstanden im Zuge der Trennung von Justiz und Verwaltung auf unterer Ebene die Bezirksämter Dingolfing und Landau neben den bisherigen gleichnamigen Landgerichtsbezirken.
Anlässlich der Einführung des Gerichtsverfassungsgesetzes in Bayern wurde am 1. Oktober 1879 das Amtsgericht Dingolfing gebildet mit demselben Sprengel wie dem vorherigen Landgericht Dingolfing und späteren Landkreis Dingolfing, bestehend aus den Gemeinden Bubach, Dingolfing, Dornwang, Englmannsberg, Frauenbiburg, Gottfrieding, Griesbach, Haberskirchen, Hackerskofen, Hofdorf, Hüttenkofen, Lengthal, Loiching, Mamming, Marklkofen, Mengkofen, Moosthenning, Niederreisbach, Niederviehbach, Oberviehbach, Ottering, Poxau, Puchhausen, Reisbach, Reith, Rimbach, Steinberg, Teisbach, Thürnthenning, Tunding, Tunzenberg, Weichshofen und Weigendorf.